# Martín Pfister
Martín Pfister (Salta, 22 de octubre de 1971) es un ex–jugador argentino de rugby que se desempeñaba como wing. Jugó en los seleccionados tucumanos , Rosarino . Integró al equipo juvenil de los pumas y al seleccionado nacional 

## Carrera
Radicado en San Miguel de Tucumán por motivos de estudio, debutó en la primera del Tucumán Rugby Club en 1989 y al siguiente año se ganó la convocatoria a los Naranjas, con quienes obtendría varios campeonatos con compañeros como Ricardo Le Fort, Santiago Mesón, José Santamarina y Martín Terán. Jugó sus últimos años en Tigres Rugby Club donde se retiró 2005.

## Selección nacional
Fue convocado a los Pumas por primera vez en octubre de 1994 para enfrentar a los Springboks y disputó su último partido en septiembre de 1998 ante los Brave Blossoms. En total disputó 6 partidos y marcó 10 puntos, productos de dos tries.

## Palmarés
| Título                        | Equipo        | País      | Año  |
| ----------------------------- | ------------- | --------- | ---- |
| Anual Tucumano                | Tucumán Rugby | Argentina | 1989 |
| Anual Tucumano                | Tucumán Rugby | Argentina | 1990 |
| Anual Tucumano                | Tucumán Rugby | Argentina | 1991 |
| Anual Tucumano                | Tucumán Rugby | Argentina | 1992 |
| Anual Tucumano                | Tucumán Rugby | Argentina | 1993 |
| Torneo Regional del Noroeste  | Tucumán Rugby | Argentina | 2000 |
| Campeonato Argentino de Rugby | Tucumán       | Argentina | 1990 |
| Campeonato Argentino de Rugby | Tucumán       | Argentina | 1992 |
| Campeonato Argentino de Rugby | Tucumán       | Argentina | 1993 |